# Fischbachsmühle
Fischbachsmühle ist ein Gemeindeteil der Stadt Ludwigsstadt im oberfränkischen Landkreis Kronach in Bayern.

## Geographie
Die Einöde liegt im tief eingeschnittenen Tal der Loquitz. Dort mündet der Fischbach als rechter Zufluss in die Loquitz. Die bewaldeten Anhöhen zählen zum Frankenwald, der Spitzberg ist die höchste Erhebung (595 m ü. NHN, 0,6 km südwestlich). Ein ehemaliger Schieferbruch ist als Geotop ausgezeichnet. Das Waldgebiet im Norden ist das Naturschutzgebiet Falkenstein und Pechleite östlich Lauenstein. Die Bundesstraße 85 verbindet den Ort mit Lauenstein (1,4 km westlich) bzw. mit Probstzella (2,2 km nördlich). Eine Gemeindeverbindungsstraße rechts der Loquitz verbindet mit dem benachbarten Falkenstein. An der Siedlung führt die 1885 eröffnete Frankenwaldbahn vorbei.

## Geschichte
Die Fischbachsmühle wurde in der zweiten Hälfte des 17. Jahrhunderts wohl als Schneidmühle gegründet. Im Jahr 1685 wurde ein Caspar Müller als Müller genannt. 1738 betrieb Johann Georg Müller eine Öl- und Mahlmühle. Im Jahr 1808 hatte die Fischbachsmühle einen oberschlächtigen Öl- und Mahlgang und 1857 wurde das Anwesen im Kataster mit Wohnhaus, Stall, Mahl- und Ölmühle, Stadel, Nebenhäuschen und Hofraum beschrieben. 1901 gab es ein Wohnhaus mit Mahlmühle zu vier Gängen, einen Stall, einen Stadel, einen Keller, ein Nebenhäuschen mit Backofen, eine Wagenremise und einen Hofraum. 1905/1906 ließ der Eigentümer ein neues Wohnhaus und bis 1914 mit Umstellung auf elektrischen Betrieb ein neues Mühlengebäude und einen Lagerschuppen errichten. Anfang der 1920er Jahre folgten ein großer Silospeicher, ein Wohn- und Geschäftshaus, eine Wagenremise und eine Autogarage. In Folge der Weltwirtschaftskrise 1929 ging der Betrieb, der fast 250 Jahre der Familie Müller gehörte, in Konkurs. Im Jahr 1932 ersteigerten die Gemeinde Kronach und die Bezirkssparkasse Teuschnitz das Anwesen. Zwei Jahre später erwarb der Brauerei- und Hotelbesitzer Karl Schreider vom benachbarten Falkenstein Fischbachsmühle. Schreider stellte den Mahlbetrieb in Falkenstein ein und konzentrierte sich auf die Fischbachsmühle, wo der Betrieb 1958 beendet wurde.
Fischbachsmühle gehörte zur Realgemeinde Lauenstein. Das Hochgericht übte das bayreuthische Amt Lauenstein aus. Die Grundherrschaft hatte das Kastenamt Lauenstein.
Von 1797 bis 1808 unterstand der Ort dem Justiz- und Kammeramt Lauenstein. Unter der preußischen Verwaltung (1792–1806) des Fürstentums Bayreuth erhielt die Fischbachsmühle bei der Vergabe der Hausnummern die Nummer 31 des Ortes Lauenstein.
Mit dem Ersten Gemeindeedikt wurde Fischbachsmühle dem 1808 gebildeten Steuerdistrikt Lauenstein und der 1818 gebildeten Ruralgemeinde Lauenstein zugewiesen. Am 1. Mai 1978 wurde Fischbachsmühle mit der Gebietsreform in Bayern nach Ludwigsstadt eingegliedert.
Ab 1965 wurden im ehemaligen Mühlen- und Silogebäude der Fischbachsmühle Pralinen in Handarbeit gefertigt. Nach der Verlegung der Hauptproduktion 2007 nach Teuschnitz wurde das Anwesen saniert. Dort wurden eine „gläserne Manufaktur“, ein Werksverkauf und ein Café eingerichtet.

### Einwohnerentwicklung
| Jahr      | 001818 | 001861 | 001871 | 001885 | 001900 | 001925 | 001950 | 001961 | 001970 | 001987 |
| Einwohner | *      | 11     | 10     | 10     | 11     | 17     | 40     | 25     | 19     | 6      |
| Häuser    | *      |        |        | 2      | 2      | 2      | 3      | 4      |        | 2      |
| Quelle    | [ 7 ]  | [ 10 ] | [ 11 ] | [ 12 ] | [ 13 ] | [ 14 ] | [ 15 ] | [ 16 ] | [ 17 ] | [ 1 ]  |

## Religion
Der Ort ist evangelisch-lutherisch geprägt und nach St. Nikolaus in Lauenstein gepfarrt.